# Активний стан
Активний стан — це стан, притаманний багатьом мовам. Це немаркований стан для речень, що містять перехідні дієслова в номінативно-аккузативних мовах, включаючи українську, англійську та більшість індоєвропейських мов. Дієслово в таких мовах зазвичай перебуває в активному стані, коли підмет речення виконує названу дію.
Активний стан використовується в реченнях, у яких підмет виражає агенс основного дієслова. Тобто підмет здійснює дію описану дієсловом. Речення, у якому агенсом є підмет, називається активним. І навпаки, речення де підмет грає роль пацієнсу або теми, називається пасивним, і дієслово використовується в пасивному стані. Багато мов мають обидва стани, і це збільшує гнучкість при побудові речення, тому що як семантичний агенс, так і пацієнс можуть грати синтаксичну роль підмета.
У реченні, що містить безособове дієслово, дієслово перебуває в активній формі, але агенс не вказується.

## Приклади
У наведених нижче прикладах активний і пасивний стани ілюструються парами речень, які використовують те саме дієслово.
| Мова          | Активний стан                                                                | Пасивний стан                                                                          |
| ------------- | ---------------------------------------------------------------------------- | -------------------------------------------------------------------------------------- |
| Африканс      | Die hondПесhet die posbodeпоштаряgebytпокусав                                | Die posbodeПоштарisбувdeur die hondпсомgebytпокусаний                                  |
| Англійська    | The dogПесbitпокусавthe postal carrier.поштаря.                              | The postal carrierПоштарwasбувbittenпокусанийby the dog.псом.                          |
| Нідерландська | DehondbeetdepostbezorgerПес покусав поштаря.                                 | DepostbezorgerwerdgebetendoordehondПоштар був покусаний псом.                          |
| Арабська      | عَضّ'adالكلبُalkalbuساعيsa'eyaالبريدalbareedПес покусав поштаря.                | عُضّ'oudساعيsa'eyaالبريدalbareedبواسطةbiwasitatالكلبalkalbПоштар був покусаний псом.     |
| Фінська       | KoirapuripostimiestäПес покусав поштаря.                                     | PostimiestäpurikoiraПоштар був покусаний псом.                                         |
| Французька    | LechienamordulefacteurПес покусав поштаря.                                   | LefacteuraétémorduparlechienПоштар був покусаний псом.                                 |
| Німецька      | DerHundbissdenPostbotenПес покусав поштаря.                                  | DerPostbotewurdevomHundgebissenПоштар був покусаний псом.                              |
| Італійська    | IlcanehamorsoilpostinoПес покусав поштаря.                                   | IlpostinoèstatomorsodalcaneПоштар був покусаний псом.                                  |
| Латинська     | CanisepistulāriummomorditПес покусав поштаря.                                | EpistulāriusacanemorsumeratПоштар був покусаний псом                                   |
| Корейська     | 개가gaega우편집배원을upyeonjibbaewon-eul물었다mul-eossdaПес покусав поштаря. | 우편집배원은upyeonjibbaewon-eun개에게gaeege물렸다mullyeossdaПоштар був покусаний псом. |
| Японська      | 犬がInu-gaかんだ。kandaПес покусав [когось].                                 | 犬にInu-niかまれた。kamaretaПсом [хтось] був покусаний.                                |
| Китайська     | 狗Gǒu咬了yǎole邮递员。yóudìyuánПес покусав поштаря.                          | 邮递员Yóudìyuán被bèi狗gǒu咬了。yǎoleПоштар був покусаний псом.                         |
| Польська      | PiesugryzłlistonoszaПес покусав поштаря.                                     | ListonoszzostaługryzionyprzezpsaПоштар був покусаний псом.                             |
| Іспанська     | ElperromordióalcarteroПес покусав поштаря.                                   | ElcarterofuemordidoporelperroПоштар був покусаний псом.                                |
| Суахілі       | MbwaaliumatarishiПес покусав поштаря.                                        | TarishialiumwanambwaПоштар був покусаний псом.                                         |
| Шведська      | HundenbetbrevbärarenПес покусав поштаря.                                     | BrevbärarenblevbitenavhundenПоштар був покусаний псом.                                 |
| Телугу        | కుక్క'kukkaపోస్టల్postalక్యారియర్నిcarrierniకరిచిందిkarichindiПес покусав поштаря.         | పోస్టల్postalక్యారియర్carrierకుక్కkukkaచేతchetaకరవబడిందిkaravabadindiПоштар був покусаний псом.     |
| Тайська       | หมาH̄māกัดkạdบุรุษburus̄ʹไปรษณีย์pịrs̄ʹṇīy̒Пес покусав поштаря.                       | บุรุษBurus̄ʹไปรษณีย์pịrs̄ʹṇīy̒ถูกt̄hūkหมาh̄māกัดkạdПоштар був покусаний псом.                     |